# Bryum
Bryum là một chi rêu trong họ Bryaceae.